# Аммар, Шлейм
Шлейм Аммар (араб. سليم عمار‎, 30.06.1927, г. Сус, Сус (вилайет), Тунис — 6.11.1999, . Ле-Плесси-Робинсон, регион Иль-де-Франс, департамент О-де-Сен, Франция) — тунисский нейропсихиатр и поэт, один из основателей психиатрии Магриба, член-корреспондент Арабской академии Дамаска;.

## Биография
Шлейм Аммар родился 30 июня 1927 года в городе Сус вилайета Сус (Тунис).
В 1954 году окончил на медицинский факультет Парижского университета, удостоился докторской степени по медицине.
Затем в 1984 году он стал почетным профессором психиатрии и медицинской психологии на медицинском факультете Туниса.
Он возглавлял Тунисскую ассоциацию медицинских наук и был членом Ассоциации психиатров Французского Магриба и Международной ассоциации истории медицины.
В 1994 году его избрали вице-президентом Международного общества истории медицины.
Умер 6 ноября 1999 года в городе-коммуне Ле-Плесси-Робинсон региона Иль-де-Франс (департамент О-де-Сен) 

## Сочинения
- En souvenir de la médecine arabe - Quelques-uns de ses grands noms, Tunis, Imprimerie Bascone & Muscat, 1965.
- Poème de la médecine arabe, Tunis, Alif, 1990, 153 p. (ISBN 978-9973716187).
- Autopsie de la guerre, Tunis, L'Art de la composition, 1992, 168 p. (ISBN 978-9973172563).
- Poème de la folie, Tunis, L'Art de la composition, 1993, 302 p. (ISBN 978-9973173843).[5]
- Ibn Al Jazzar et l'école médicale de Kairouan, Sousse, Faculté de médecine Ibn El Jazzar de Sousse, 1994, 135 p. (ISBN 978-9973174802).
- Itinéraires: 153 poèmes écrits de 1987 à 1993, 1995, 387 p. (ISBN 978-9973175243).
- Problèmes de notre temps : 167 poèmes écrits de 1988 à 1995, Ben Arous, Imprimerie principale, 1996, 479 p. (ISBN 978-9973176493).
- Abû Bekr Er-Razi, Rhazès : le Galien des arabes, 1997, 200 p. (ISBN 978-9973177575).
- Ibn Sina Avicenne: la vie et l'œuvre, Tunis, L'Or du Temps, 1998, 134 p. (ISBN 978-9973757432).

## Награды
- 1966: Парижская медицинская академия, Париж.
- 1973: Премьер-при взаимной медицины, Тунис
- 1984: Приз медицины Магриба, Париж.
- 1986: Национальная премия за научную вульгаризацию, Туниc
- 1992: Международная премия психиатрии Фонда Саугстада (совместно), Осло